# 榆树街道 (盘锦市)
榆树街道，是中华人民共和国辽宁省盘锦市大洼区下辖的一个乡镇级行政单位。辽政【2016】69号文件将大洼镇、王家镇、榆树镇撤销，重组为大洼街道和榆树街道。

## 行政区划
榆树街道下辖9个村：罗家、王家铺、旭东、常家、姚家、西海、曙光、西丰、东方红。